# Лејтонвил (Калифорнија)
Лејтонвил (енгл. Laytonville) насељено је место без административног статуса у америчкој савезној држави Калифорнија.

## Демографија
По попису из 2010. године број становника је 1.227, што је 74 (-5,7%) становника мање него 2000. године.
| Група             | 2000.       | 2010.       |
| Белци             | 937 (72,0%) | 812 (66,2%) |
| Афроамериканци    | 3 (0,2%)    | 16 (1,3%)   |
| Азијати           | 9 (0,7%)    | 10 (0,8%)   |
| Хиспаноамериканци | 108 (8,3%)  | 141 (11,5%) |
| Укупно            | 1.301       | 1.227       |